# چارگوش‌باله‌ها
چارگوش‌یاله (نام علمی: Tetragonopterus) نام یک سرده از راسته تتراسانان است.